# 国道237号

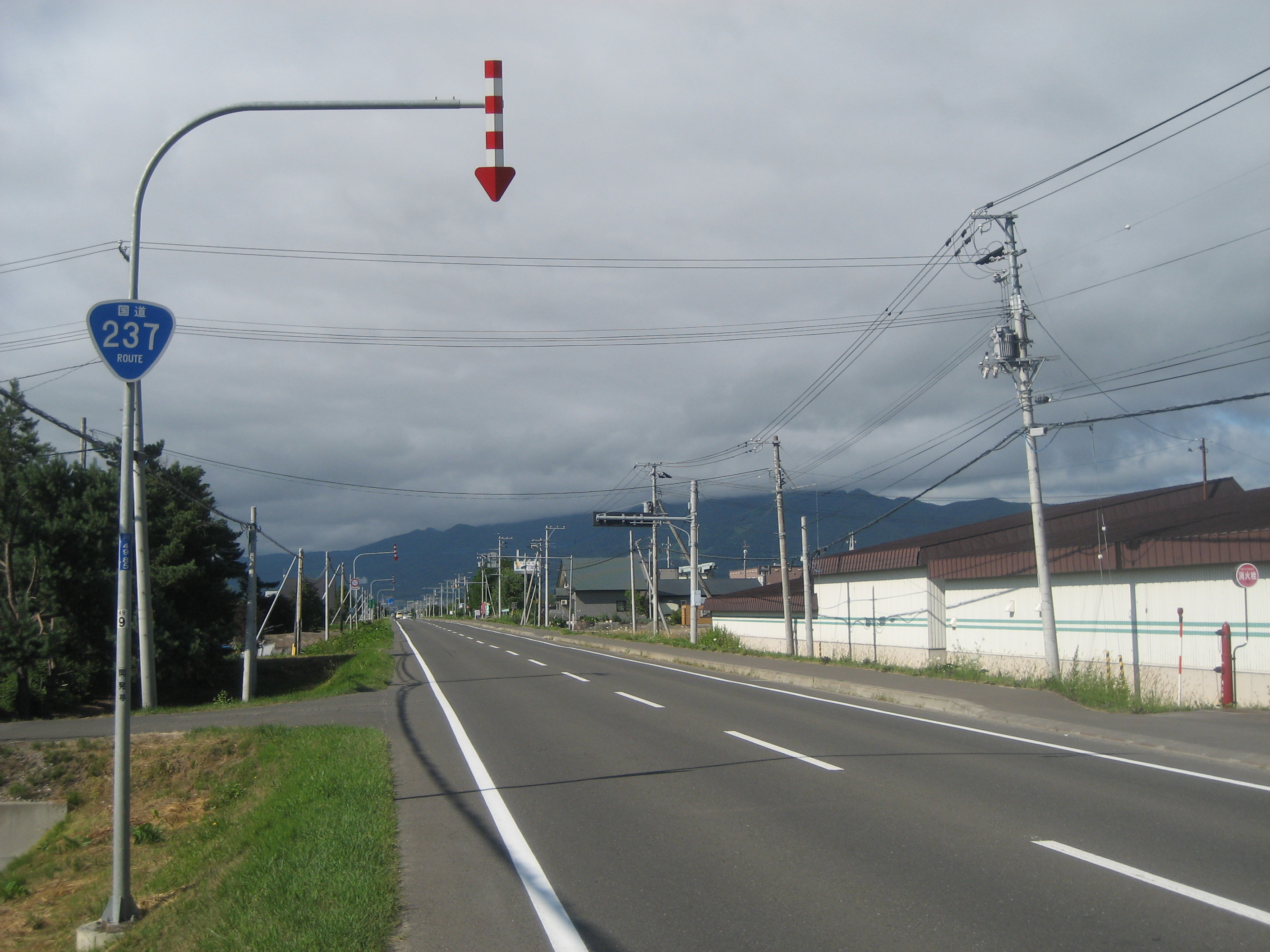
中富良野町新町付近

国道237号（こくどう237ごう）は、北海道旭川市から沙流郡日高町を経て、浦河郡浦河町に至る一般国道である。この道路は、通称「富良野国道」、「日高国道」といわれる。

## 概要
旭川から富良野は「花人街道」「北海道ガーデン街道」と呼ばれ、北海道を代表する観光道路になっている。また、旭川市 - 富良野市 - 勇払郡占冠村の区間は、シーニックバイウェイ北海道の大雪・富良野ルートにも指定されている。

### 路線データ
一般国道の路線を指定する政令に基づく起終点および重要な経過地は次のとおり。
- 起点：旭川市（旭川市4条通1丁目2241番5[3]、4条通1丁目 / 4条通2丁目交差点 = 国道12号交点）
- 終点：北海道浦河郡浦河町（浦河町大通2丁目32番[3]、大通2丁目交差点 = 国道235号・国道236号・北海道道288号浦河港線終点、国道336号起点）
- 重要な経過地：富良野市、北海道沙流郡日高町[注釈 2]、同郡門別町[注釈 2]
- 総延長 : 259.7 km（重用延長を含む。）[4][注釈 3]
- 重用延長 : 98.7 km[4][注釈 3]
- 未供用延長 : なし[4][注釈 3]
- 実延長 : 161.0 km[4][注釈 3]
  - 現道 : 161.0 km[4][注釈 3]
  - 旧道 : なし[4][注釈 3]
  - 新道 : なし[4][注釈 3]
- 指定区間：全線[5]

## 歴史
- 1953年（昭和28年）5月18日 - 二級国道237号旭川浦河線（旭川市 - 北海道浦河郡浦河町）として指定施行[6]。
- 1965年（昭和40年）4月1日 - 道路法改正により一級・二級区分が廃止されて一般国道237号として指定施行[2]。

## 路線状況

### 通称
- 花人街道（はなびとかいどう）[7][8]
- 富良野国道[7]

起点・旭川市 - 富良野市 - 勇払郡占冠村の区間の通称。日高峠以北の区間を指す。
- 日高国道[9]

沙流郡日高町 - 平取町 - 日高町（国道235号交点）の区間の通称。日高峠以南の区間を指す。
- 北海道ガーデン街道
- 沙流ユーカラ街道

### バイパス
- 神楽拡幅[10]
- 上富良野バイパス
- 富良野北道路（旭川十勝道路、事業中）[11]
- 平取バイパス[12]

### 重複区間
- 国道38号（富良野市若松町・弥生町4 / 若松町15交点 - 富良野市東山・東山やなぎ交点）
- 国道235号（沙流郡日高町富川・富川南1 / 富川北1交点 - 浦河郡浦河町大通2丁目・大通2丁目終点）

### 道路施設

#### 主な橋梁
- 忠別橋（忠別川、旭川市）
- 日高大橋（沙流川、沙流郡日高町）
- 竜門橋（沙流川、沙流郡日高町 - 沙流郡平取町）
- 長知内橋（沙流川、沙流郡平取町）
- 新平取大橋（沙流川、沙流郡平取町）

#### トンネル
- 金山トンネル（455.5 m）

#### 道の駅
重複区間は除く。
- 上川総合振興局
  - あさひかわ（旭川市）
  - 自然体感しむかっぷ（勇払郡占冠村）

## 地理

### 通過する自治体
- 北海道
  - 上川総合振興局
    - 旭川市 - 上川郡美瑛町 - 空知郡上富良野町 - 空知郡中富良野町 - 富良野市 - 空知郡南富良野町 - 勇払郡占冠村

  - 日高振興局
    - 沙流郡日高町 - 沙流郡平取町 - 沙流郡日高町 - 新冠郡新冠町 - 日高郡新ひだか町 - 浦河郡浦河町

### 交差する道路
上川総合振興局
旭川市
- 国道12号：4条通1丁目（4条通1丁目・4条通2丁目、起点）
- 北海道道98号旭川多度志線：1条通
- 北海道道98号旭川多度志線：神楽4条4丁目（神楽5条3丁目・神楽4条4丁目交点）
- 北海道道98号旭川多度志線：神楽4条8丁目
- 北海道道219号新開旭川線：神楽4条13丁目
- 北海道道90号旭川環状線：西御料5条1丁目
- 北海道道579号新開西神楽停車場線：西神楽北1条2丁目（西神楽南1条1丁目・西神楽北1条2丁目交点）
- 国道452号・北海道道68号旭川空港線：西神楽2線18号（西神楽1線18号・西神楽2線18号交点）

上川郡美瑛町
- 北海道道966号十勝岳温泉美瑛線：扇町（北町2丁目交点）
- 北海道道824号美沢美馬牛線：美馬牛

空知郡上富良野町
- 北海道道70号芦別美瑛線：西12線北36号
- 北海道道291号吹上上富良野線：西3線北29号
- 北海道道581号留辺蘂上富良野線：光町3丁目
- 北海道道299号上富良野停車場線：東1線北23号

空知郡中富良野町
- 北海道道705号ベベルイ中富良野停車場線：南町
- 北海道道705号ベベルイ中富良野停車場線：南町（本町南2・本町南3交点）
- 北海道道851号上富良野中富良野線：中富良野

富良野市
- 北海道道298号上富良野旭中富良野線・北海道道759号奈江富良野線：朝日町（桂木町3・本町6交点）
- 国道38号：若松町（弥生町4・若松町15交点）

（国道38号との重複区間は省略）
- 国道38号：東山（東山やなぎ交点）

空知郡南富良野町
- 北海道道465号金山幾寅停車場線：金山

勇払郡占冠村
- 北海道道136号夕張新得線：占冠
- 北海道道136号夕張新得線：中央（占冠中央交点）
- 北海道道1172号占冠インター線：中央 → 道東自動車道占冠IC

日高振興局
沙流郡日高町
- 国道274号：日高（宮下町3交点）
- 北海道道847号三岩日高線：三岩

沙流郡平取町
- 北海道道638号宿志別振内停車場線：岩知志、振内町
- 北海道道797号貫気別振内線：振内町（振内交点）
- 北海道道131号平取穂別線：幌毛志
- 北海道道71号平取静内線：荷負
- 北海道道80号平取門別線・北海道道1026号新冠平取線：川向
- 北海道道59号平取厚真線：荷菜（荷菜交点）

沙流郡日高町
- 日高自動車道日高富川IC：平賀
- 国道235号：富川（富川南1・富川北1交点）

（国道235号との重複区間は省略）
浦河郡浦河町
- 国道236号・国道336号・北海道道288号浦河港線：大通2丁目（大通2丁目、終点）

### 主な峠
- 深山峠
- 金山峠
- 日高峠